# Жан-Батіст Шарль Буве де Лозьє
Жан-Батіст Шарль Буве де Лозьє (фр. Jean-Baptiste Charles Bouvet de Lozier, 14 січня 1705 р. — 1786 р.) — французький мореплавець і дослідник, першовідкривач острова Буве, губернатор Маскаренських островів.
В віці семи років залишився сиротою. Після початкового навчання в Парижі його було послано в Сен-Мало навчатися навігації. В 1731 році він став лейтенантом французької Ост-Індської компанії. В 1733 році він запропонував Компанії план дослідницької експедиції в Південну Атлантику з метою пошуку на Півдні земель, де Компанія могла би влаштувати транзитні бази для обслуговування своїх суден, що йдуть довкола мису Доброї Надії. Він також висунув умову, щоб його було призначено губернатором всіх земель, які він відкриє.
19 липня 1738 року він відплив із Лор'яна в Бретані, маючи під командою фрегати «Егль» і «Марі». В жовтні він завітав до острова Санта-Катаріна поблизу бразильського узбережжя для поповнення припасів, а звідти взяв курс на південний схід. В грудні він досяг 45° південної широти, але серед густих туманів зустрів лише велетенські айсберги і пінгвінів, яких він описав як «схожих на качок, але з плавцями».
Грудень експедиція провела серед айсбергів за дві тисячі кілометрів від населених земель. 1 січня 1739 року о третій годині опівдні з туману виступила «дуже висока, укрита снігом земля». Буве вирішив, що перед ним північний виступ великого південного континенту, і назвав цю землю мис Обрізання Господнього, по назві церковного свята, яке відзначалося в той день. Спроба висадитись була невдала, тому що шлях до берега було блоковано паковими льодами. Після декількох днів марних спроб потрапити на берег, Буве покинув знайдену землю і вирушив далі на схід. Шлях на південь був повсюди блокований айсбергами, а команда почала страждати від цинги. 24 лютого 1739 року, не розшукавши іншої землі, експедиція прибула до Кейптауну, а 24 червня повернулася до Лор'яна. Він був змушений повідомити своїх наймачів, що південний континент, якщо існує, розташований поблизу від полюсу і навряд чи може бути використаний для обслуговування суден.
Прилади для виміряння довготи за тих часів були досить недосконалі. Буве зареєстрував острів під 6° східної довготи і, як з'ясувалося через півтора століття, помилився на 250 км. Протягом XIX сторіччя острів неодноразово відкривали знову; лише в 1898 році був доведений пріоритет Буве, і острів (який зараз належить Норвегії) було названо його іменем. Назва мис Обрізання Господнього була збережена за мисом на північно-західному кінці острова.
Незважаючи на невдачу з пошуками південної землі, Буве зустріли з пошаною, і він згодом зробив в Ост-Індській Компанії успішну кар'єру. Двічі — в 1750–1752 і в 1757–1763 році він був призначений губернатором острова Реюньйон, з 1750 по 1756 рік — губернатором Маврикія.
Його експедиція вперше принесла до Європи відомості про велетенські столові айсберги, які зустрічаються тільки в південних полярних морях, про надзвичайно великі стада китів в південних водах, і про новий вид тварин — пінгвінів, за тих часів майже невідомих європейцям.